# Műholdvevő a birkák közt
A Műholdvevő a birkák közt (eredeti cím: The Dish) 2000-ben bemutatott ausztrál történelmi vígjátékdráma, amit Rob Sitch rendezett. A főbb szerepekben Sam Neill, Kevin Harrington és Tom Long. A történet alapját a Parkes Csillagvizsgáló szerepe ihlette az Apollo–11 küldetésben. 2000. október 19-én mutatták be Ausztráliában. Magyarországon nem vetítették a mozikban, 2005. november 2-án jelent meg a televízióban.

## Cselekmény
1969 júliusában járunk, néhány nappal az Apollo-11 indítása előtt. A NASA az ausztrál Parkes városában lévő parabolaantennát elsődleges vételi antennaként kívánja használni Neil Armstrong történelmi jelentőségű első holdraszállásának videóközvetítéséhez. Az antenna személyzetének, Mitchnek, Glenn-nek és Cliffnek a NASA összekötőjével, Allel kell együttműködniük. Bár Al lekezelőnek hat, Cliff elsimítja a nézeteltérést a munkatársak között.
Parkes városa az antenna fontossága miatt nagyobb érdeklődést vált ki az emberekben, a polgármester pedig reménykedik, hogy karrierjében előnyhöz juthat. Mitch hibás karbantartása miatt az antenna generátora azonban meghibásodik, ezért egy áramszünetben elvesztik a kapcsolatot az űrhajóval. Cliff és Al titkolják a hibát a NASA elől, amíg több órányi próbálkozás után végül sikerül visszakapcsolódniuk az űrhajóra. 
Miután az Eagle holdkomp sikeresen leszállt a Holdra, Cliff aggodalommal állapítja meg, hogy a szél szokatlanul erősnek tűnik. A szabályok szerint, ha a szél eléri a 30 csomót, az antennát el kell rakni, ami azt jelenti, hogy nem lehet a Holdra irányítani, és így nem lehet fogni az Eagle videóközvetítéseit. Az események összejátszanak, és a Parkes-antenna lesz az egyetlen antenna a Földön, amely képes fogadni a történelmi videofelvételeket Armstrong első lépéseiről a Holdon.
A szél eléri és meghaladja a 30 csomót. Annak ellenére, hogy kockáztatják a parabolaantenna teljes összeomlását, és ezáltal saját életüket is, a parabolaantenna-csapat mind a négy tagja úgy dönt, hogy a parabolaantennát a Holdra irányítják, mert szeretnék, hogy a világ szemtanúja legyen az első holdsétának, és ez megéri a kockázatot.
Visszatérve a jelenbe, az odalátogató idős Cliffet az ott dolgozó technikus távozásra szólítja fel, bár ismerősnek tűnik neki a férfi. A film végén elhangzik, hogy az antenna több mint 60 mérföld/óra sebességű szélnek is ellenállt, hogy a Holdon sétáló emberről videofelvételek elkészülhessenek.

## Szereplők
| Szerep                | Színész           | Magyar hangja    |
| --------------------- | ----------------- | ---------------- |
| Cliff Buxton          | Sam Neill         | Végvári Tamás    |
| Ross Mitchell         | Kevin Harrington  | Görög László     |
| Glenn Latham          | Tom Long          | Széles Tamás     |
| Al Burnett            | Patrick Warburton | Csuja Imre       |
| McIntyre polgármester | Roy Billing       | Berzsenyi Zoltán |
| Janine Kellerman      | Eliza Szonert     | n.a              |
| Rudi Kellerman        | Taylor Kane       | n.a              |
| Cameron               | Billy Mitchell    | n.a              |
| Miss Nolan            | Roz Hammond       | n.a              |

## Fogadtatás

### Kritikai visszhang
A film nagyon jó benyomást tett a filmkritikusokra. A Rotten Tomatoeson 96%-os minősítést ért el 99 értékelés alapján, az összefoglaló szerint: „Egy jó érzésű film, bőséges zagyvaság nélkül.” Desson Thomson a Washington Posttól azt írta: „Sok mozilátogató számára nehéz lesz ellenállni ennek a jó hangulatnak.” Terry Lawson a Detroit Free Presstől azt írta: „A Műholdvevő a birkák közt szépen felidézi azt is, milyen volt 1969 azok számára, akik nem San Franciscóban, Párizsban vagy akár az ausztráliai Melbourne-ben éltek.” Roger Ebert azt írta a filmről: „Egy mosolygós emberi komédia.”
A MetaCritic 74 pontot adott a 100-ból 27 vélemény alapján. Lisa Schwarzbaum az Entertainment Weeklytől azt írta: „Ez egy kedves, eredeti, ausztrál megközelítés egy olyan csúcspontra, amelyről általában azt gondolják, hogy teljesen amerikai.” Michael Wilmington a Chicago Tribune-től azt írta: „Az a fajta film, amire a közönség egy része ki van éhezve, egy vígjáték emberi arccal, melegséggel és lélekkel.” Michael Atkinson a Village Voice-tól azt írta: „Az ártalmatlan és szeretetteljes Műholdvevő a birkák közt teret enged a kliséknek, melyek némelyike kellemesen meglepő.”

### Bevételi adatok
A Box Office Mojo szerint a film 16,5 millió dolláros bevételt ért el, a költségvetésről nincs adat.